# Maity Interiano
Maity Interiano (n. Gainesville, Florida, Estados Unidos, el 15 de enero de 1985) es el seudónimo de María Teresa Interiano Medina, una periodista, reportera de entretenimiento y productor de televisión estadounidense de ascendencia hondureña.

## Biografía
Siendo tan solo una niña de 3 años de edad, Maity Interiano fue a vivir con su familia a la ciudad de San Pedro Sula, en el norte de la república de Honduras, es la mayor de cuatro hermanos.  Estudió Periodismo y Comunicaciones en Elon University en Carolina del Norte de donde se graduó en el 2006. Es Productora de televisión, reportera y periodista de entretenimiento.
En el verano del 2005 hizo una pasantía colaborando en el programa de investigación Aquí y Ahora de Univisión y en el programa de entretenimiento Escándalo TV por Telefutura.
Después de graduarse en el 2006 empezó a trabajar como productora asociada y reportera en Escándalo tv, producía y presentaba un segmento semanal de Cine llamado "Vamonos Al Cine" hasta octubre de 2011. Interiano ha sido corresponsal de  Premios Juventud, Premio lo  Nuestro, Latin Grammy, Nuestra Belleza Latina desde 2007. En abril de 2011 cubrió la Boda Real del Príncipe William y Catalina de Cambridge en Londres para "Escándalo TV" y "La Tijera" de Telefutura Newtork. En el 2012 fue corresponsal de los Golden Globe para el programa "Tómbola", y los Premios Oscar para "Despierta América". En el 2011 participó en el Teletón México y en el 2012 en el Teletón de Estados Unidos de América donde estuvo acompañando al Escuadrón de Teletón donde participaron Carlos Ponce y Jorge Poza. Desde octubre del 2011 hasta enero de 2012 estuvo en el programa Tómbola por Telefutura como reportera.
Maity actualmente está en el programa matutino de Univisión Despierta América con reportajes y su segmento diario "El Revoltillo" y "Vámonos al Cine" y entrevistando a artistas internacionales entre ellos Thalía, William Levy, Luis Fonsi, Salma Hayek, Javier Bardem, Tony Bennett, Daddy Yankee, Yuri, Carlos Santana, David Bisbal, y Michel Teló entre otros.